# Arthur Charles Clarke
Šri Lankabhimanja sir Arthur Charles Clarke, CBE, FRAS, angleško-šrilanški pisatelj, futurolog in izumitelj, * 16. december 1917, Minehead, grofija Somerset, Anglija, † 19. marec 2008, Colombo, Šrilanka.
Clarke je najbolj znan po svojem znanstvenofantastičnem romanu 2001: Vesoljska odiseja in po sodelovanju z režiserjem Stanleyjem Kubrickom pri snemanju istoimenskega filma. Skupaj z Robertom Ansonom Heinleinom in Isaacom Asimovom ga uvrčajo v »Veliko trojico« znanstvene fantastike. Skupaj je napisal več kot 100 knjig na temo znanosti, vesolja in prihodnosti, z zamislimi, s katerimi je pomembno prispeval k razvoju nekaterih sodobnih tehnologij. Med drugim je prvi predlagal uporabo geostacionarnih satelitov v komunikacijskem omrežju.
V letih od 1941-1946 je služil Britanskemu kraljevemu letalstvu (RAF) kot radarski inštruktor in tehnik. Leta 1945 je predlagal satelitske komunikacijske satelite, zaradi česar je leta 1963 prejel zlato medaljo Stuarta Ballantina s strani Inštituta Franklin, in je bil leta 1994 nominiran za Nobelovo nagrado. Zaradi tega je bil v letih od 1947-1950 in 1953 tudi predsednik Britanskega medplanetarnega društva.
Pozneje je pomagal pri boju za ohranjanje nižinskih goril in je leta 1962 prejel Kalingovo nagrado UNESCA.
Leta 1998 so ga posvetili v viteza. Umrl je 19. marca 2008 ponoči v starosti 90 let na svojem domu na Šrilanki, kjer je živel od leta 1956.

## Izbrani romani
Prevedeno v slovenščino
- Planet sedmih sonc (Against the Fall of Night, 1953)
- Konec otroštva (Childhood's End, 1953)
- 2001: Vesoljska odiseja (2001: A Space Odyssey, 1968)

V angleščini
- Prelude to Space (1951)
- The Sands of Mars (1951)
- Islands in the Sky (1952)
- Earthlight (1955)
- The City and the Stars]] (1956)
- The Deep Range (1957)
- A Fall of Moondust (1961)
- Dolphin Island (1963)
- Glide Path (1963)
- Rendezvous with Rama (1972)
- A Meeting with Medusa (1972)
- Imperial Earth (1975)
- The Fountains of Paradise (1979)
- 2010: Druga odiseja (2010: Odyssey Two, 1982)
- Songs of Distant Earth (1986)
- 2061: Tretja odiseja (2061: Odyssey Three, 1988)
- Cradle (1988) (z Gentryjem Leejem)
- Rama II (1989) (z Gentryjem Leejem)
- Beyond the Fall of Night (1990) (z Gregoryjem Benfordom)
- The Ghost from the Grand Banks (1990)
- The Garden of Rama (1991) (z Gentryjem Leejem)
- Rama Revealed (1993) (z Gentryjem Leejem)
- The Hammer of God (1993)
- Richter 10 (1996) (z Mikeom McQuayjem)
- 3001: The Final Odyssey (1997)
- The Trigger (1999) (z Michaelom P. Kube-McDowellom)
- The Light of Other Days (2000) (s Stephenom Baxterjem)
- Time's Eye (2003) (s Stephenom Baxterjem)
- Sunstorm (2005) (s Stephenom Baxterjem)
- Firstborn (2007) (s Stephenom Baxterjem)
- The Last Theorem (načrtovano za 2008) (s Frederikom Pohlom)

## Priznanja

### Poimenovanja
- nagrada Arthurja Charlesa Clarkea